# Stefán Karl Stefánsson
Stefán Karl Stefánsson (Hafnarfjörður, 10. srpnja, 1975. – Island, 21. kolovoza, 2018.), bio je islandski glumac.

## Vanjske poveznice
- Stefán Karl Stefánsson na IMDB-u